# Astragalus intercedens
Astragalus intercedens es una especie de planta del género Astragalus, de la familia de las leguminosas, orden Fabales.

## Distribución
Astragalus intercedens se distribuye por Jordania, Israel, Palestina, península del Sinaí y Egipto.

## Taxonomía
Fue descrita científicamente por G. Samuelsson ex K. H. Rechinger. Fue publicada en Ark. Bot. ser. 2, 1: 308 (1950).